# Ибрагимов, Марат Хаджи-Гали
Марат Хаджи-Гали Ибрагимов (23 августа 1928, Москва — 29 июня 2021, Москва) — советский и российский учёный-теплофизик, доктор технических наук, профессор.

## Биография
В 1951 году окончил Московский энергетический институт по специальности «Инженер-физик». Его однокурсниками были Борис Буйницкий, Борис Громов, Игорь Гусаков, Михаил Минашин, Георгий Тошинский, Павел Ушаков и другие. 
Работал с 1951 по 1975 год в Физико-энергетическом институте имени А.И. Лейпунского в Обнинске, создал экспериментальную базу по освоению новых видов теплоносителей для транспортных и реакторных установок.
Под руководством и личном участии Ибрагимова М. Х.-Г. впервые в мировой практике была создана экспериментальная база для освоения эвтектического сплава свинец-висмут в качестве высокотемпературного жидкометаллического теплоносителя для ядерных энергетических установок атомных подводных лодок. Несколько атомных подводных лодок с установками такого типа эксплуатировались в составе Военно-морского флота СССР. Был награждён орденом Трудового Красного Знамени и медалями.
Ибрагимов М. Х.-Г. под руководством академика М. Д. Миллионщикова провел исследования гидродинамических характеристик труб с искусственной регулярной шероховатостью различных типов. Результаты этих исследований позволили уточнить классические представления о роли шероховатости в оценке гидравлического сопротивления в каналах.
С 1975 года он занимал должность заместителя директора НПО «Энергия» в Москве, впоследствии преобразованного в ВНИИАЭС. Занимался техническими разработками по повышению надежности и безопасности эксплуатации атомных электростанций в системе Минэнерго СССР.
Принимал непосредственное участие в создании ВНИИ атомного машиностроения (ВНИИАМ) для решения задач по повышению эффективности и надежности тепломеханического оборудования.
Учебно-педагогическую деятельность М. Х.-Г. Ибрагимов начал в 1967 г., работая по совместительству преподавателем в Обнинском филиале МИФИ. В 1969 г. ему было присвоено ученое звание профессора по специальности "Теплофизика". С 1981 г. работал в ВЗПИ, преобразованном впоследствии в Московский государственный открытый университет (МГОУ), заведующим кафедрой «Теплоэнергетические установки» (ТЭУ). Под его руководством защищено более 20 кандидатских и 6 докторских диссертаций. Награжден знаком «Почетный работник высшего профессионального образования Российской Федерации». 
С начала 2010-х годов занимался экологическими проблемами и развитием безуглеродной энергетики на основе водорода, получаемого из фоторазложения воды.
Автор более 250 публикаций. 

## Научные труды
- Гидродинамика и теплообмен в атомных энергетических установках / Субботин В.И., Ибрагимов М.Х.-Г., Ушаков П.А., Бобков В.П., Жуков А.В., Юрьев Ю.С. - М.: Атомиздат, 1975
- Структура турбулентного потока и механизм теплообмена в каналах / Ибрагимов М.Х.-Г., Субботин В.И., Бобков В.П., Таранов Г.С., Сабелев Г.И. - М.: Атомиздат, 1978
- Полянин Л. Н., Ибрагимов М. Х.-Г., Сабелев Г. И. Теплообмен в ядерных реакторах. - М.: Энергоиздат, 1982
- Ибрагимов М. Х.-Г. Атомная энергетика. Физические основы. - М.: Высшая школа, 1987
- Тепловое оборудование и тепловые сети / Арсеньев Г. В.; Белоусов В. П.; Дранченко А. А.; Ибрагимов М. Х.-Г.; Марченко Е. М.; Тувальбаев Б. Г. - М.: Энергоатомиздат, 1988